# グスタフ・ルネ・ホッケ
グスタフ・ルネ・ホッケ（Gustav René Hocke, 1908年3月1日 - 1985年7月14日）は、ドイツのジャーナリスト、文筆家、文化史家である。日本では1960年代から、ドイツ文学者の種村季弘により紹介された。

## 生涯
1908年にベルギーのブリュッセルで、ドイツの商人のヨーゼフ・ホッケとフランス人の妻アンナ・ド・ネヴェの息子として生まれた。1919年に、一家はドイツのフィアゼンに引っ越した。ホッケはベルリン、ボンとパリで（特にエルンスト・ローベルト・クルティウスの元で）文学を学び、「フランスにおけるルクレティウス」で1934年に哲学博士号を取得した。1937年にメアリー・ターナーと結婚し、息子のマーティンが生まれた。
当初は、ジャーナリストとして（ルイーゼ・リンザーによればナチス独裁の間の消極的抵抗の巣であった）ケルン新聞で働いた。1937年に『精神のパリ』を公刊し、ドイツとフランスで注目される。同年の初のイタリア旅行がきっかけとなり、イタリアとギリシアの文化を研究する。1940年に新聞社通信員としてローマに行き、副業として小説『踊る神―ナチ独裁の下で生活の寓話』を書いた。第二次世界大戦後はアメリカ軍戦争捕虜収容所での拘禁を経て、1946年にドイツに戻った。ハンス・ヴェルナー・リヒターとアルフレート・アンデルシュと共に、文学雑誌『叫び』の創刊に関わった。
1949年に、発足間もない西ドイツの新聞や雑誌でのイタリア駐在記者としてローマに再度赴任した。1951年にエーデルトラウト・エッフェンベルガーと再婚し、息子1人と娘1人が生まれた。1975年からはフリーの文筆家として活動した。長期に及んだ闘病の末、1985年、ローマ南部に在る自宅にて没した。遺著に、1960年代後半から没する直前まで20年間近くにわたって書かれた回想録『レヴィヤタンの影のなかに．Im Schatten des Leviathan. Lebenserinnerungen 1908 - 1984.』がある（未訳、München:Deutscher Kunstverlag, 2004）。

## 研究
興味の焦点は、主にマニエリスムだった。師にあたるクルティウスはマニエリスムを美術史に限定せず文学の術語として用いたが、ホッケはクルティウスの定義をもとに美術史のマニエリスム解釈をも拡張したほか、時期を問わず古典主義に背馳するあらゆる芸術的傾向としてマニエリスムの語を用いた。提出した極めて幅広い時代を包括する概念は、ファビウス・フォン・グーゲルあるいはファブリツィオ・クレリッチのような現代画家をも含むものだった。芸術史的時期としてのマニエリスムと、生活感情としてのマニエリスムを区別したその著書によれば、マニエリスムは「問題的な人間の」グロテスクな「表現態度」として、たいていの文化史的な時期において、「古典的」なエピソードの明朗な形式への反発として現われるとされる。

## 著作（日本語訳）
- 種村季弘・矢川澄子共訳 『迷宮としての世界――マニエリスム美術』
 （美術出版社、1966年、新装版1987年 ほか）- ※三島由紀夫による激賞推薦がある 
岩波文庫 全2巻、2010年12月-11年1月。解説高山宏
- 種村季弘訳 『文学におけるマニエリスム――言語錬金術ならびに秘教的組み合わせ術』
（現代思潮社 全2巻、1971年、新装版1977年／平凡社ライブラリー、2012年8月。解説高山宏）
- 種村季弘訳 『絶望と確信――20世紀末の芸術と文学のために』
（朝日出版社〈エピステーメー選書〉、1977年／白水社、2013年3月。解説高山宏）- 初刊版担当者は中野幹隆
- 種村季弘訳 『マグナ・グラエキア――ギリシア的南部イタリア遍歴』
（平凡社、1996年／平凡社ライブラリー 2013年7月。解説田中純）- 考古学的紀行小説
- 石丸昭二・柴田斎・信岡資生訳 『ヨーロッパの日記』（法政大学出版局〈叢書・ウニベルシタス〉、1991年、新装版2014年12月）

2冊組で「ヨーロッパの日記の基本モチーフ」／「ヨーロッパ日記選」- 集大成の大著